# L'edat d'or
L'edat d'or (francès: L'âge d'or) és una pel·lícula francesa dirigida per Luis Buñuel Portolés, en què Salvador Dalí i Domènech va col·laborar en el guió, estrenada el 1930. Els intertítols han estat traduïts al català.

## Argument
És la història de la comunió total però efímera de dos amants que separen les convencions familiars i socials i les prohibicions sexuals i religioses. La pel·lícula és una successió d'episodis al·legòrics tenyits d'humor negre, començant per un documental sobre els escorpins i acabant amb una transposició de les Cent vint jornades de Sodoma de Sade.
La pel·lícula no té, plàsticament, la mateixa ambició que Un chien andalou. Tanmateix, la violència de les paraules contra el patriotisme, l'humanitarisme i, sobretot anticristianisme (principal objecte de la majoria dels talls exigits per la censura), i el to pessimista i líric, fan de L'Âge d'or, «potser l'única pel·lícula intencionadament surrealista» (José Pierre).

## Repartiment
- Gaston Modot: l'home
- Lya Lys: la dona
- Caridad De Laberdesque: la dona de cambra
- Germaine Noizet: la marquesa
- Lionel Salem: el duc de Blangis
- Max Ernst: el cap dels bandits
- Duchange: el director d'orquestra
- Josep Llorens Artigas: el governador
- Pierre Prévert: Peman, un bandit
- Paul Éluard: la veu
- Valentine Hugo
- Jacques Brunius

## Al voltant de la pel·lícula
És sens dubte l'obra mestra del cinema surrealista. Es va projectar per primera vegada el 28 de novembre de 1930 a l'Studio 28. El 3 de desembre, militants d'extrema dreta assalten el cinema, esquincen la pantalla i els quadres surrealistes penjats al hall. Prohibida la seva projecció pel prefecte Jean Chiappe, l'11 de desembre la pel·lícula és embargada. No es tracta més que de la còpia de projecció amputada. El negatiu original ha estat amagat i ha estat conservat per Charles Vicomte de Noailles, productor o més aviat mecenes de la pel·lícula. Aquesta prohibició de projecció va fer que no s'apreciés a la història del cinema les innovacions sonores que va suposar, en especial l'ús de la veu en off per a fer el primer diàleg per veu en off de la història del cinema.
El 1937, una còpia truncada circula sota el títol Dans les eaux glacées du calcul égoïste.
La prohibició de projecció no serà aixecada fins al 1981.
Cada any des de 1958, la Cinémathèque royale de Belgique i el Musée du cinéma de Bruxelles atorguen el Premi de l'Âge d'Or a l'autor d'una pel·lícula que per l'originalitat, la singularitat del seu text i del seu guió, s'aparta deliberadament dels conformismes cinematogràfics.
Freddy Buache: «Luis Buñuel ha llançat amb L'Âge d'or l'únic verdader crit, el més inimitable udol a favor de la llibertat humana de tota la història del cinema. Aquesta pel·lícula resplendeix d'un esclat incomparable al cel del setè art: és l'estrella sobre la qual tots els cineastes, independentment de les idees rebudes o dels bons sentiments rutinaris, poden i sempre podran orientar la seva difícil navegació».